# Carneiro (sobrenome)

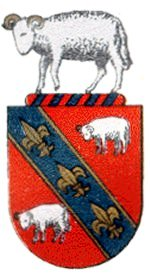
Brasão de armas

Carneiro é um sobrenome ou apelido de família de origem portuguesa.

## Origens
Há diferentes teorias para a origem dos primitivos portadores do sobrenome Carneiro. Segundo Manuel José da Costa Felgueiras Gaio, em sua obra "Nobiliário de Famílias de Portugal", os Carneiros são descendentes de Jean Mouton (que posteriormente teria mudado seu nome para João Carneiro), cavaleiro natural da França, que veio na Armada dos Gascoens, no ano de 980 d.C, tomar dos mouros a Cidade do Porto, e as terras entre Tâmega e Douro. Na língua francesa, a palavra Mouton quer dizer o mesmo que Carneiro, portanto, dela se derivaria o sobrenome português. Era Jean Mouton descendente dos Duques de Mouton na França. 
António Carvalho da Costa, em seu livro "Corografia portugueza", diz o seguinte: "Joao Carneiro foy Cidadão do Porto, & dizem todos que era Francez, descendente dos Duques de Monton em França, que tem por Armas em campo vermelho huma banda de azul, & ouro com tres flores de Liz de ouro entre dous Carneiros de prata passantes, armados de ouro, timbre hum dos Carneiros, & sao as mesmas de que usao os Condes da Ilha: casou este Joao Carneiro com Catherina Fernandes, filha de Joao Fernandes Sotomayor".
Para José Pedro Machado (em "Dicionário Onomástico Etimológico da Língua Portuguesa"), trata-se de um sobrenome proveniente de uma antiga alcunha baseada no nome comum carneiro. Está atestado, pelo menos, desde o século XIII.
Manuel de Sousa, em "As Origens dos Apelidos das Famílias Portuguesas", dá como incerta a proveniência do apelido: portuguesa, devido a um lugar chamado Carneiro, em Gestaçô (no Norte de Portugal); e espanhola ou francesa. Manuel de Sousa indica que a mais antiga referência deste apelido é a um Pedro Carneiro, senhor das terras de Valdevez (hoje, no distrito de Viana do Castelo), no tempo de Conde D. Henrique.
Tem, portanto, cabimento a hipótese de o apelido derivar de um topônimo do Norte de Portugal. Note-se, porém, que as localidades conhecidas por Carneiro nem sempre devem este nome ao animal assim designado. Há povoações galegas chamadas Carneiro, nome que, segundo Fernando Cabeza Quiles (em "Os Nomes de Lugar – Topónimos de Galicia: a súa orixe e o seu significado"), tem origem num radical indo-europeu *carn-, com o sentido genérico de «pedra». Carneiro pode, portanto, ser também um "lugar onde (só) existem pedras".

## Topônimos relacionados

### Portugal
A-dos-Carneiros ou Carneiros, em Alenquer
Carneiros, em Ceróis, distrito de Faro

### Galiza
- Os Carneiros, lugar da paróquia de Vilarraso, no concelho de Aranga;
- O Chão dos Carneiros, lugar da paróquia do Deveso, no concelho das Pontes.

## Brasão de armas
De vermelho, com banda de azul, perfilada de ouro, carregada de três flores-de-lis do mesmo e acompanhada de dois carneiros de prata, armados de ouro. Timbre: um dos carneiros do escudo.